# Castor McCord
Castor „Cass“ McCord (* 17. Mai 1907; † 14. Februar 1963) war ein US-amerikanischer Jazz-Musiker (Tenorsaxophon, Klarinette).
Castor McCord war der Zwillingsbruder des Saxophonisten Ted McCord. McCord begann seine Karriere 1924 bei Edgar Hayes’ Blue Grass Buddies. Während seines Studiums an der Wilberforce University spielte er in einer Studentenband, die von Horace Henderson geleitet wurde. Später in den 1920er Jahren zog er von Ohio nach Atlantic City und schließlich nach New York City, wo er Ende der 20er in der Mills Blue Rhythm Band und bei Louis Armstrong spielte; später auch mit Eubie Blake und Charlie Matson.
Mitte der 1930 ging McCord für ein Jahr nach Frankreich und 1936 mit Leon Abbey auf eine Indien-Tournee, In Amsterdam leitete er 1937 ein Trio; danach arbeitete er mit Walter Rains in Rotterdam. Ende der Dekade kehrte er nach New York zurück, arbeitete erneut bei Leon Abbey, bevor er Mitglied der Bands von Benny Carter, Eddie Mallory (Aufnahmen mit Ethel Waters) und Claude Hopkins wurde. 1940 verließ McCord das Musikgeschäft und eröffnete in Manhattan ein Frisörgeschäft, das er bis zu seinem Tod im Jahr 1963 betrieb.